# Vivian Green

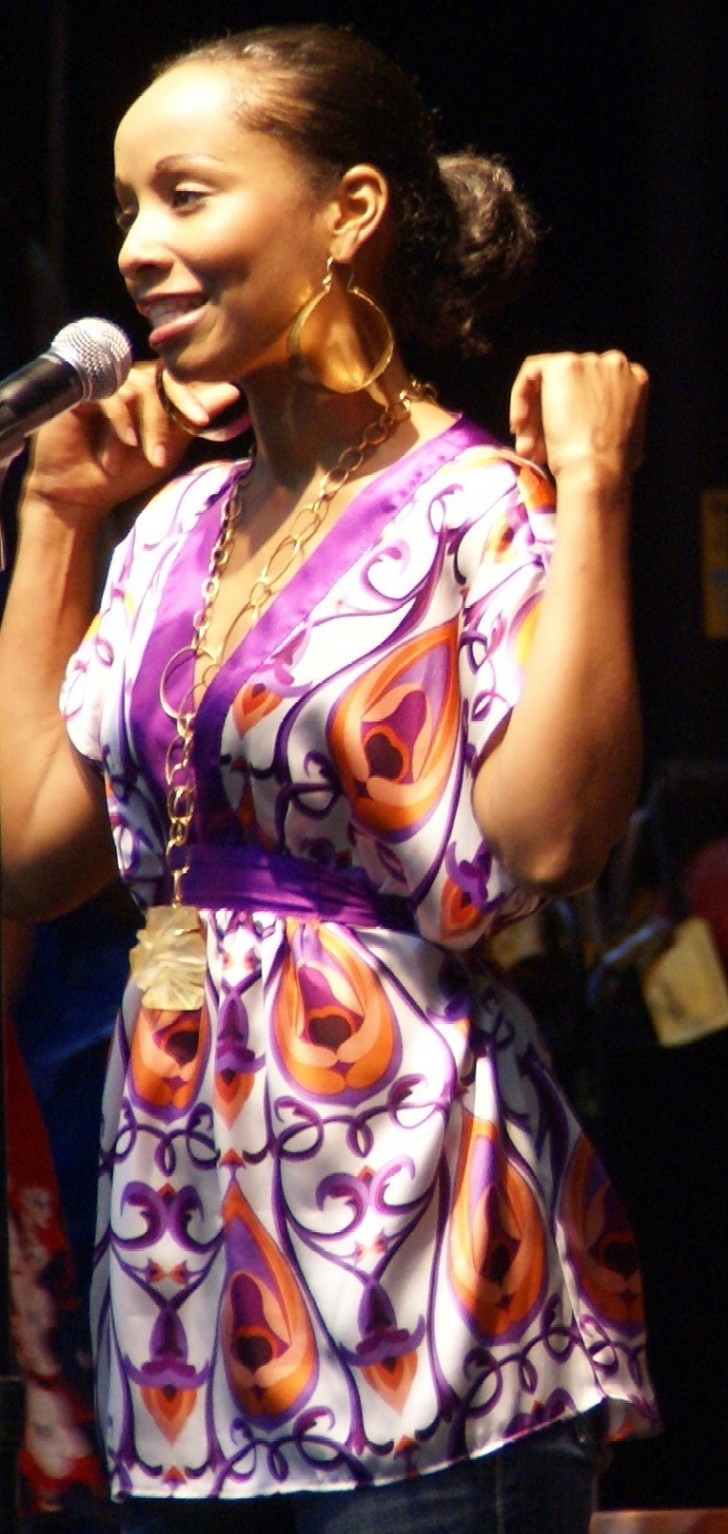
Vivian Green (2007)

Vivian Green (* 1979 in Philadelphia, Pennsylvania) ist eine US-amerikanische R&B-Sängerin.

## Leben und Karriere
Green begann mit dem Klavierspielen im Alter von acht Jahren und mit 13 gehörte sie einer Mädchenband namens Younique an. Später wurde sie Backgroundsängerin von Jill Scott und knüpfte dabei die Kontakte für eine eigene Solokarriere.
2001 unterschrieb sie bei Columbia Records und veröffentlichte im Jahr darauf ihr Debütalbum A Love Story. Das Album selbst war schon recht erfolgreich, blieb ein halbes Jahr in den Charts und wurde mit Gold ausgezeichnet. Besonders erfolgreich war aber der Song Emotional Rollercoaster, der nicht nur ein Top-40-Hit wurde, sondern auch Platz 1 der US-Dance-Charts erreichte.
Ihr zweites Album Vivian erschien 2005 und kam in den Billboard 200 bis auf Platz 18, in den R&B-Charts auf Platz 5. Mit Gotta Go, Gotta Leave und I Like It (But I Don’t Need It) hatte sie gleich zwei Dance-Nummer-eins-Hits.
Danach dauerte es fünf Jahre bis zum dritten Album Beautiful, das zwar wieder in die Charts kam, aber dennoch deutlich hinter den früheren Erfolgen zurückblieb.

## Diskografie
Alben
- A Love Story (2002)
- Vivian (2005)
- Beautiful (2010)
- The Green Room (2012)

Singles
- Emotional Rollercoaster (2003)
- Fanatic (2003)
- What Is Love? (2003)
- Gotta Go, Gotta Leave (Tired) (2005)
- I Like It (But I Don’t Need It) (2005)
- Beautiful (2010)